# Britney (singolo)
Britney (reso graficamente come britney ;-)) è un singolo del rapper italiano Rosa Chemical pubblicato il 19 febbraio 2021 come unico estratto dalla riedizione del primo album in studio Forever and ever.

## Descrizione
Il brano, prodotto da Bdope e Mothz, vede la partecipazione dei rapper MamboLosco e Radical.

## Video musicale
Il video musicale, diretto da Luca La Piana e Riccardo Cagnotto, è stato pubblicato 3 giorni dopo l'uscita del brano sul canale YouTube del rapper.

## Tracce
Testi e musiche di Manuel Franco Rocati, William Miller Hickman III, Daniele Wandja, Oscar Inglese, Matteo Giovanni Amarù.
1. Britney (feat. MamboLosco, Radical) – 3:13

## Classifiche
| Classifica (2021) | Posizione massima |
| ----------------- | ----------------- |
| Italia            | 52                |